# MASK (méthode)
Pour les articles homonymes, voir Mask.
MASK est une méthode de capitalisation des connaissances. Elle est utilisée pour l'analyse et la structuration des connaissances. On peut l'interpréter comme un sigle signifiant Méthode d'Analyse et de Structuration des (K)Connaissances, ou Modélisation, Analyse et Structuration de (K)Connaissances, ou encore Méthode d'Analyse de Systèmes de (K)Connaissances.
MASK permet d'aborder des activités et d'appréhender un problème de gestion des connaissances (sauvegarde, développement,...). Elle donne un fil conducteur et une suite de modèles pour décrire les actions à mener et les connaissances à utiliser.

## Introduction
L’ensemble des connaissances d’une organisation est une véritable richesse qu’il convient de gérer au mieux. Il est souvent intéressant de rendre cette richesse véritablement tangible en termes d’informations, c’est-à-dire de rendre visible le capital de connaissances. Une visibilité accrue sur le patrimoine de connaissances a de multiples avantages. Ceci paraît évident si l’on se réfère aux objectifs énoncés ci-dessus : capitalisation (au sens non économique, proche de mémorisation), partage (on transmet mieux, et surtout sur une plus grande échelle, ce qui est visible), et création, notamment en relation avec les flux provenant de l’environnement.
On peut tenter d’avoir une approche en se posant le problème du contenu du patrimoine de connaissances. Ceci nécessite de répondre à deux questions : quelle est la nature de la connaissance dans une entreprise ? Comment capter et partager cette connaissance ? La première est une question de nature théorique, la seconde une question d’ingénierie. La réponse à ces questions permet d’envisager une opération stratégique de capitalisation de connaissances, sur une partie, analysée au préalable comme critique, du patrimoine.
La méthode MASK a été élaborée pour tenter de répondre à ces questions. MASK est une méthode basée sur des travaux antérieurs (Ermine, 1993) et a été appliquée la première fois au CEA en 1993. Elle s’est développée depuis sur des projets de grande envergure, et est utilisée ou a été évaluée par un grand nombre d’entreprises des secteurs industriels (CEA, PSA, RATP, DGA, ESSILOR…), de services (COFINOGA, Plénitudes, Cegos…) et des administrations (CAF, CARMI…). Les raisons qui poussent à utiliser une méthode comme MASK sont multiples. On peut citer entre autres :
- Capitalisation de savoir d’experts partant à la retraite ou d’équipes de spécialistes redéployés
- Structuration de corpus d’informations et/ou de documents
- Intégration de savoir-faire dans des procédés industriels ou des processus d’entreprise pour améliorer leur productivité et leur compétitivité
- Diffusion des connaissances des meilleurs experts à travers des outils variés (hypermédia, aide à la décision, livres, formation)

## Principes
MASK est une méthode d'analyse préalable à la mise en place d'un système opérationnel de gestion des connaissances, c'est-à-dire un système, informatisé ou pas, qui contient des connaissances, des savoir- faire et dont le but est soit de faire partager, soit de capitaliser, soit de servir à la création de la connaissance dans l'organisation. Elle propose donc une étape entre l'approche stratégique, qui vise à mettre en place des objectifs de gestion des connaissances à l'échelle de l'entreprise, et l'approche opérationnelle qui est l'implémentation effective d'un système. L'introduction de cette étape n'est pas anodine car elle nécessite une démarche de type « démarche de changement ».
La démarche générale de MASK est en quatre étapes :
1. Analyse stratégique du patrimoine de connaissances de l'organisation : déterminer les savoir-faire et les capitaliser. Capitaliser, c'est-à-dire, extraire et formaliser les savoir-faire,
2. Création et organisation d'un référentiel de connaissances : dégager les principaux processus, savoir qui fait quoi et avec quelles connaissances, notamment celles qui sont tacites donc critiques.
3. Organisation du partage des connaissances au sein de l'organisation à l'aide d'outils collaboratifs (wikis, réseau intranet, GED, etc.)
4. Mettre en place des outils et méthodes de créativité et de stimulation de l'innovation.